# Killall
killall (dalla lingua inglese kill all, uccidi tutti/tutto) è un'utility a riga di comando disponibile sui sistemi Unix-like. Ci sono sostanzialmente due differenti implementazioni.
- L'implementazione fornita con gli UNIX System V (includendo Solaris) è un comando particolarmente pericoloso che uccide (in gergo: killa) tutti i processi che l'utente è capace di uccidere, ciò comporta il crash del sistema se il comando è avviato come root.
- L'implementazione fornita con Linux è simile ai comandi pkill e skill, uccidendo solo i processi specificati nella riga di comando.

Entrambi i comandi operano inviando un segnale, come il programma kill.

## Esempi
Uccidi tutti i processi (versione: UNIX System V)
```
killall
```

Lista tutti i segnali (versione: Linux)
```
$ killall -l
```

Invia il segnale USR1 al processo dd (versione: Linux)
```
killall -s USR1 dd
```

Uccidi un processo che non risponde (versione: Linux)
```
killall -9 dd
```

L'argomento numerico specifica un segnale da inviare al processo. In questo caso, il comando invia il segnale 9 al processo, che corrisponde a SIGKILL, mentre il segnale di default è SIGTERM.